# Bundesautobahn 21
Die Bundesautobahn 21 (Abkürzung: BAB 21) – Kurzform: Autobahn 21 (Abkürzung: A 21) – ist eine 56 Kilometer lange Autobahn im Norden Deutschlands. Sie verbindet Nettelsee im Kreis Plön mit dem Autobahnkreuz Bargteheide an der A 1. Im Endausbau soll sie in Richtung Norden bis Kiel, in Richtung Süden bis zur A 39 bei Lüneburg verlaufen. Die geplante südliche Verlängerung bis zur A 7 bei Egestorf wurde mittlerweile verworfen.

Die A 21 folgt größtenteils dem Trassenverlauf der Bundesstraße 404.

## Geschichte
Der Vorläufer der A 21, die B 404, entstand in den 1950er Jahren als Neubaustrecke, um insbesondere die Pendler von und nach Kiel sowie den Verkehr zu den Ostseehäfen aufzunehmen. Außerdem sollten auch die Erreichbarkeit der touristischen Gebiete an der Ostsee und die Anbindung der schleswig-holsteinischen Landeshauptstadt ans deutsche Fernstraßennetz gewährleistet werden. Der Verkehr auf der B 404 erhöhte sich stark, ebenfalls stiegen die Unfallzahlen aufgrund der Gefahren durch Wildwechsel sowie an Kreuzungen und Einmündungen von Wirtschaftswegen (Nutzung durch langsame Fahrzeuge). Die B 404 wurde mit großen Kurvenradien ausgeführt und Einmündungen, die einen Verzögerungs- bzw. Beschleunigungsstreifen aufwiesen. Dieser autobahnähnliche Ausbau erlaubte eine zügige Fahrweise und aufgrund riskanter Überholmanöver ereigneten sich viele teils sehr schwere Unfälle. Aufgrund dessen trägt die B 404 auch den Beinamen „Todesstrecke“ – ähnlich der B 73 von Hamburg nach Cuxhaven. Um Unfallschwerpunkte zu entschärfen und der hohen Verkehrsbelastung gerecht zu werden, wurde infolgedessen der vierstreifige Ausbau der B 404 forciert.
Im Jahr 1972 wurde der erste Abschnitt der A 21 (zunächst als Bundesstraße gewidmet) zwischen den Anschlussstellen Wankendorf und Bornhöved errichtet, der die vormals durch beide Orte führende B 404 ersetzt. Dieser erste Bauabschnitt wurde autobahnähnlich hergestellt und ohne Geschwindigkeitsbegrenzung freigegeben. Bei den späteren Bauabschnitten der A 21 wurde ein geringerer Ausbaustandard verwirklicht. So ist die bestehende B 404 teilweise nur um zwei Fahrstreifen erweitert und auf 120 km/h begrenzt.
Mitte der 1980er Jahre erfolgte der vierstreifige Ausbau zwischen Neversdorf und Bad Oldesloe. Im Jahr 1992 wurde die Strecke zwischen Negernbötel und Neversdorf ausgebaut und im Jahr 1998 konnte die Lücke zwischen Bad Oldesloe und der A 1 geschlossen werden. In diesem Jahr erfolgte auch die Aufstufung des gesamten ausgebauten Stückes zwischen Negernbötel und dem Autobahnkreuz Bargteheide zur Bundesautobahn.
Am 14. November 2005 konnte der nächste Bauabschnitt von Bornhöved bis Trappenkamp eröffnet werden. Im Zuge des vierstreifigen Ausbaus wurde auch die Kreuzung mit der K 52, ehemals Unfallschwerpunkt, höhenfrei ausgebaut.
Der Abschnitt zwischen Trappenkamp und Negernbötel war ab August 2004 im Bau und konnte am 2. Juli 2008 für den Verkehr freigegeben werden. Größtes zu errichtendes Bauwerk ist in diesem Bereich die Grünbrücke Kiebitzholm mit einer Länge von 35 Metern und einer Breite von 47 Metern. Zusätzlich wurden beidseitig Wildsperrzäune aufgebaut und ein spezielles Unterführungsbauwerk für Fischotter errichtet. Einschließlich Grunderwerb kostete dieser 8,6 Kilometer lange Bauabschnitt rund 26 Mio. Euro. Die bereits vor dem Ausbau errichtete Raststätte Schackendorf mit angeschlossenem Motel konnte erhalten werden. Seitdem ist die A 21 zwischen Wankendorf und Bargteheide durchgängig vierstreifig befahrbar.
Ein weiteres Teilstück wurde im Dezember 2010  bei Kiel-Wellsee dem Verkehr übergeben: Die B 404 wurde dabei mit jeweils zwei Richtungsfahrbahnen ausgebaut, das Brückenbauwerk vierstreifig mit Standstreifen realisiert, die ausgebaute B 404 mit der neuen Anschlussstelle für das Industriegebiet am Wellseedamm verbunden und ausreichende Lärmschutzeinrichtungen errichtet.

## Aktuelle Bauvorhaben und Planungen

### Kiel bis Stolpe

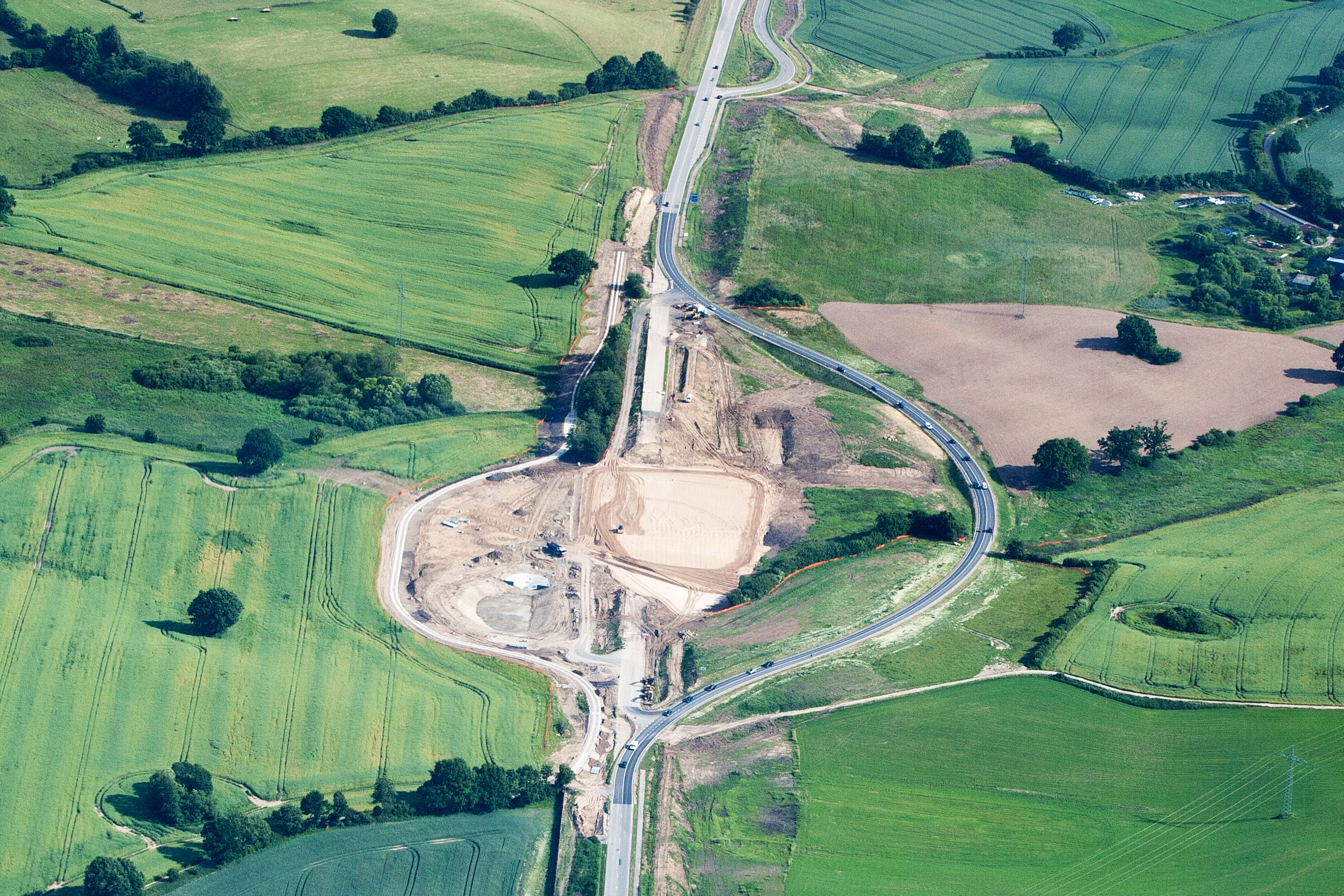
Ausbau der B 404 zur A 21 bei Stolpe

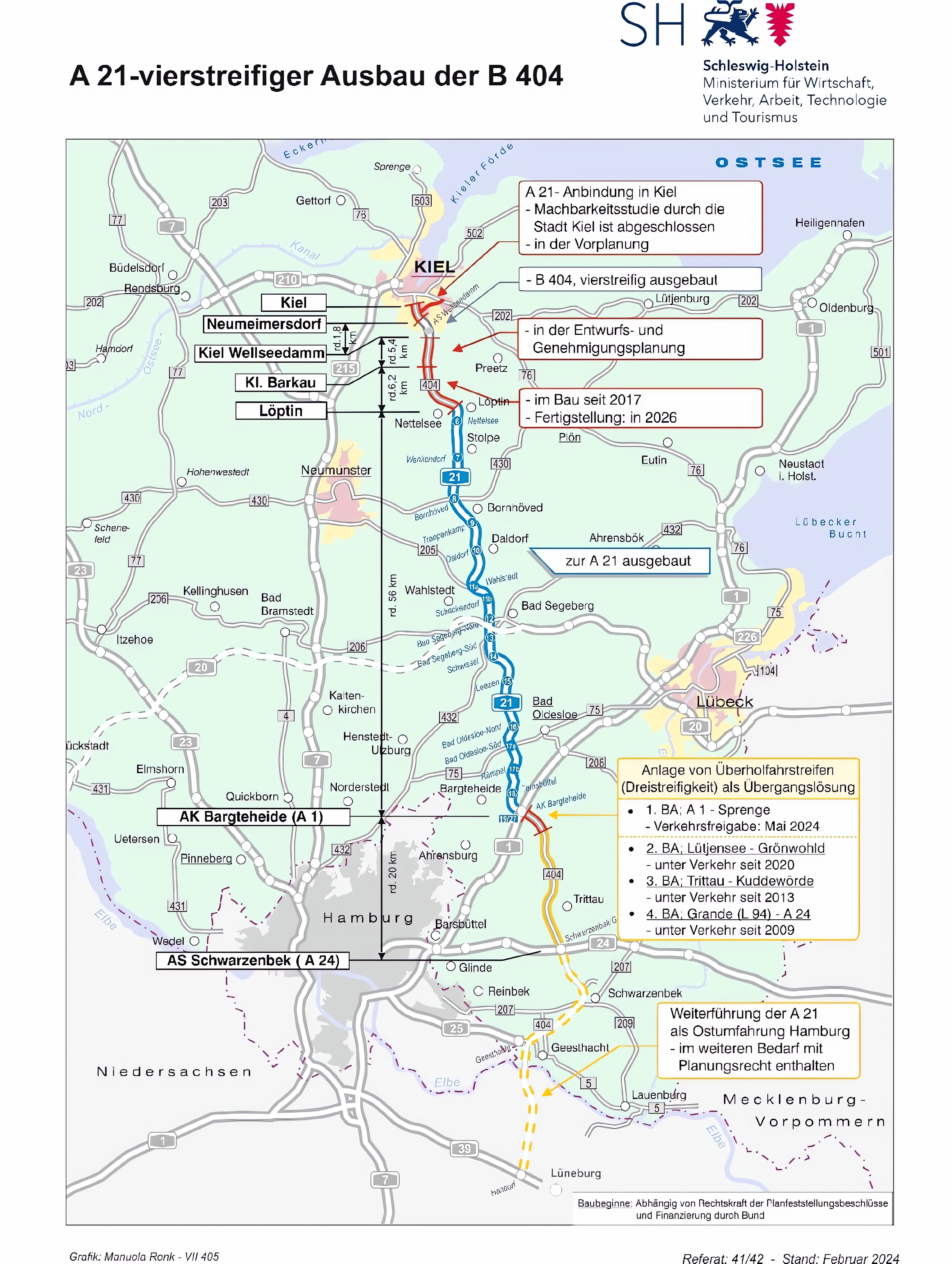
Ausbau der A 21 in Schleswig-Holstein – Stand Februar 2024

Der vierstreifige Ausbau der B 404 zwischen Kiel und Stolpe und die damit einhergehende Aufstufung zur A 21 ist im Bundesverkehrswegeplan 2030 als vordringlicher Bedarf eingestuft.
Am 18. November 2011 begannen bei Stolpe die Bauarbeiten für das etwa vier Kilometer lange Teilstück bis Löptin zum Weiterbau der A 21 in Richtung Kiel. Neben dem Ausbau der Bundesstraße 404 musste auch die Landesstraße 67 verlegt werden. Ebenfalls wurden zwölf Brücken, 1.120 Meter Lärmschutzwall, eine Unterführung für Wildtiere beim Depenauer Moor, zwei Meter hohe Überflugwände für Fledermäuse, ein Parkplatz und die Anschlussstelle Nettelsee errichtet. Außerdem musste die Nordoel-Tankstelle bei Löptin im Zuge der Bauarbeiten ersatzlos abgerissen werden. Die Kosten für das gesamte Bauvorhaben wurden in der Planungsphase auf rund 50 Mio. Euro geschätzt.
Nach fast drei Jahren Bauzeit konnten die ersten gut zweieinhalb Kilometer des Teilstücks zwischen Stolpe und Nettelsee am 2. Dezember 2014 für den Verkehr freigegeben werden. Größtes Einzelbauwerk ist die 3,7 Mio. Euro teure und rund 50 Meter breite Wildunterführung, außerdem wurden der Rastplatz Depenauer Moor (in südlicher Fahrtrichtung) und die parallel verlaufende Kreisstraße 43 neu errichtet. Große Probleme bereiteten hierbei die bis zu 23 Meter tiefen Moorlinsen, die den Austausch von 150.000 Kubikmetern Boden nötig machten und sowohl die Kosten steigen ließen als auch die Bauzeit verzögerten.
Der Untergrund im Bereich der Anschlussstelle Nettelsee war ebenfalls zu weich, was unter anderem eine Befestigung der Straße mit etwa 1.500 Betonpfählen sowie ein zusätzliches Textilnetz nötig machte. Aus diesem Grund stiegen die Baukosten auf mindestens 66 Mio. Euro an.
Ab dem 21. April 2017 wurde der Verkehr provisorisch über die neu errichtete Verbindungsstraße zwischen Stolpe und Nettelsee, die zukünftig parallel zur Autobahn verläuft, sowie den westlichen Teil der Anschlussstelle Nettelsee geleitet. Die L 67 in Richtung Ascheberg wurde rund 500 Meter nach Norden verlegt und führt nun auf direktem Wege nach Nettelsee. Infolgedessen mussten zwei Brückenbauwerke neu errichtet werden, welche zum einen die A 21 in Höhe der AS Nettelsee und zum anderen, rund 100 Meter westlich davon, die Nettelau überqueren.
Das Teilstück vom bisherigen Autobahnende bei Depenau bis zur Anschlussstelle Nettelsee konnte bereits am 9. Dezember 2017, also rund fünf Monate früher als geplant, freigegeben werden. Das Investitionsvolumen für den 2,1 Kilometer langen Abschnitt beläuft sich auf rund 22 Mio. Euro.
Der Planfeststellungsbeschluss des sechs Kilometer langen Teilstücks von Klein Barkau nach Nettelsee wurde am 21. Dezember 2016 erlassen, mit Ablauf der Klagefrist am 4. April 2017 erlangte er Rechtskraft. Vor Baubeginn war allerdings noch ein Planänderungsverfahren nötig, welches die Verbreiterung der Verbindungsstraße zwischen Klein Barkau und Nettelsee sowie den dazu parallel verlaufenden Geh- und Radweg umfasste. Das Landesverkehrsministerium erklärte diesen Abschnitt zum Pilotprojekt in Sachen Planungsbeschleunigung von Infrastrukturprojekten. Nachdem im Juni 2017 die nötigen Bundesmittel in Höhe von 65,5 Mio. Euro bereitgestellt wurden, begann man im September desselben Jahres mit dem Bau der Straßenbrücke über die A 21 im Zuge der Verlegung der Kreisstraße 10 in Höhe der Ortschaft Nettelsee. Der offizielle Spatenstich für den Streckenbau wurde am 3. September 2018 in Beisein des Parlamentarischen Staatssekretärs Enak Ferlemann begangen. Die Fertigstellung des gesamten Abschnitts von Klein Barkau bis Nettelsee ist für Frühjahr 2026 geplant.
Wann der Weiterbau von Klein Barkau bis Kiel fortgesetzt wird, ist derzeit noch ungewiss. Einerseits ist die Finanzierung durch Bundesmittel noch nicht gesichert, andererseits gibt es Verkehrsprojekte in Schleswig-Holstein, die bei der Landesregierung höhere Priorität genießen (Feste Fehmarnbeltquerung; sechsstreifiger Ausbau von A 1 und A 7). Für den Bereich Kiel ist eine Machbarkeitsstudie von der Stadt Kiel durchgeführt worden, die nun von Bund und Land ausgewertet werden muss. Laut Gutachten der DEGES soll die A21 bis ans Barkauer Kreuz fortgeführt werden. Der Bau der Südspange, der die Kreuzung Neue Hamburger Straße - B404 mit der B76 verbinden soll, wird zurückgestellt.
| BA 1   | Abschnitt                                                    | Status                                                                         | Länge (in km) | Baukosten (in Mio. €) |
| ------ | ------------------------------------------------------------ | ------------------------------------------------------------------------------ | ------------- | --------------------- |
| 1a/b   | Kiel-Segeberger Landstraße (B 76) – AS 2 Kiel-Neumeimersdorf | Machbarkeitsuntersuchung abgeschlossen                                         | 2             | 14,4                  |
| 1c     | AS Kiel-Neumeimersdorf – AS Kiel-Wellseedamm                 | fertiggestellt (seit 2011-; zurzeit als B 404 gewidmet)                        | 1,8           | unbekannt             |
| 2      | AS Kiel-Wellseedamm – AS Klein Barkau                        | Vorbereitung des Planfeststellungsverfahrens                                   | 5,4           | ca. 45                |
| 3a     | AS Klein Barkau – Warnau                                     | in Bau (seit 3. September 2018 bis 2026)                                       | 6,2           | 65,5                  |
| 3b     | Warnau – Löptin                                              | in Bau (seit Oktober 2017 bis 2026)                                            | 1,6           | 24                    |
| 3b     | Löptin – Depenau (inkl. AS Nettelsee)                        | fertiggestellt (Baubeginn November 2011, Verkehrsfreigabe am 2. Dezember 2014) | 2,1           | 22                    |
| 3b     | Depenau – Stolpe                                             | fertiggestellt (Baubeginn November 2011, Verkehrsfreigabe am 2. Dezember 2014) | 2,0           | 20                    |
| Summe: | Summe:                                                       | Summe:                                                                         | 21,1          | > 190                 |

### Geplantes Autobahnkreuz bei Bad Segeberg

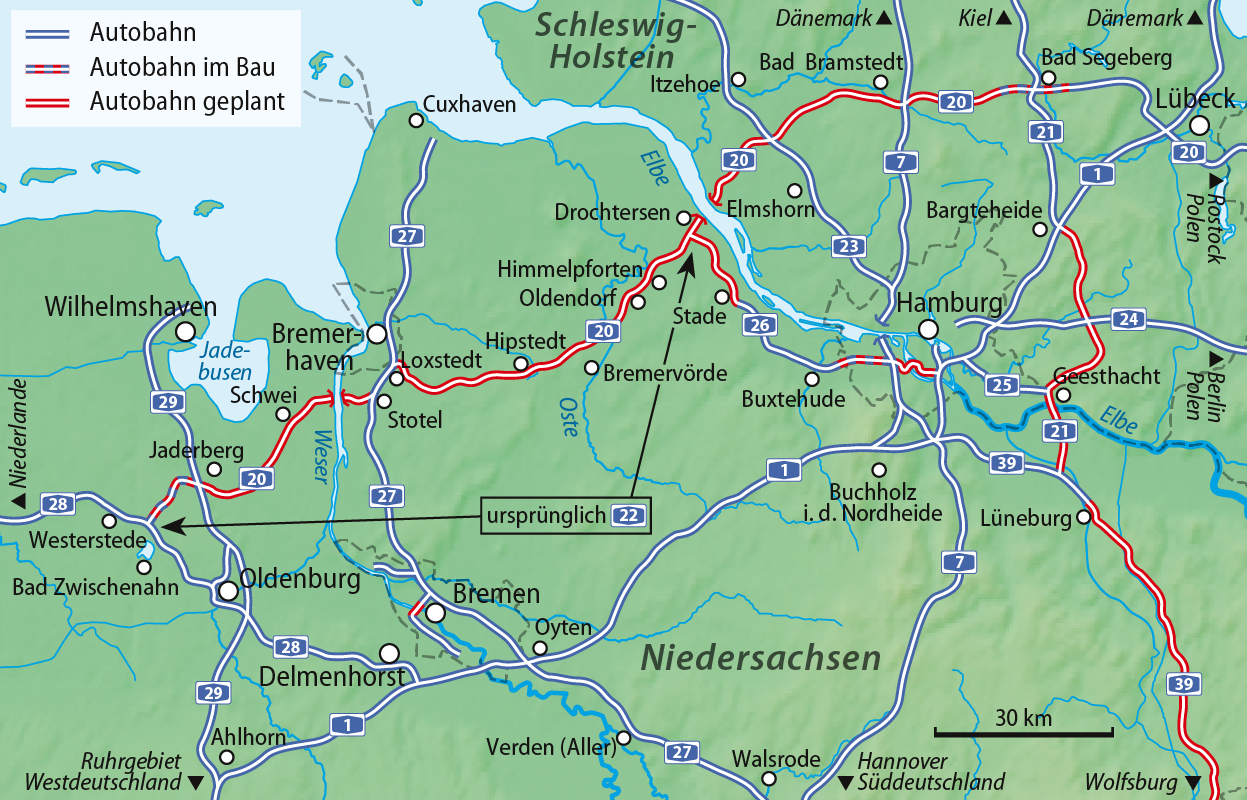
Die A 20 als Nordwestumfahrung Hamburgs (in Planung)

Im Zuge des Weiterbaus der A 20 als Nord-West-Umfahrung Hamburg von Lübeck in Richtung Bremerhaven soll auch ein Autobahnkreuz mit der A 21 bei Bad Segeberg entstehen. Dieses sollte ursprünglich im Bereich der bestehenden Anschlussstellen Segeberg-Nord und -Süd errichtet werden, die genaue Trassenführung ist jedoch noch strittig, da sowohl die nördliche Trasse der Stadtautobahn als auch die südliche Trasse der Schwissellinie verworfen wurden. Aufgrund eines vom Bundesverwaltungsgericht im März 2014 für mindestens zwei Jahre verhängten Baustopps zum Schutz der rund 20.000 Fledermäuse, die jedes Jahr in den Kalkhöhlen um Bad Segeberg überwintern, ruhen die Arbeiten derzeit. Gegebenenfalls droht ein Neubeginn des gesamten Planfeststellungsverfahren dieses 3. Bauabschnitts der A 20 zwischen Weede und Wittenborn.

### Bargteheide bis Schwarzenbek
Im Bundesverkehrswegeplan 2003 wurde eine Weiterführung der A 21 vom Autobahnende bei Bargteheide bis Schwarzenbek und die damit einhergehende Erweiterung der B 404 auf vier Fahrstreifen im weiteren Bedarf mit Planungsrecht aufgeführt, die Planungen wurden zurückgestellt. Für den Bundesverkehrswegeplan 2030 ist dieser Abschnitt als vordringlicher Bedarf eingestuft.
Die A 21 endet derzeit am Autobahnkreuz Bargteheide und geht dort wieder in die B 404 über. Das Überführungsbauwerk über die A 1 ist einspurig ausgeführt, ein Um- und Ausbau des Kreuzes ist im Zuge der Brückensanierung am Kreuz geplant.
Ab besagtem Autobahnkreuz ist die B 404 bis zum Anschluss an die A 24 auf einer Strecke von knapp 20 Kilometern kreuzungsfrei ausgebaut. Ab Trittau beginnt die Beschilderung als Kraftfahrstraße des dort beginnenden dreistreifig mit wechselseitiger Überholspur ausgebauten Abschnittes. Diese sogenannte 2+1-Verkehrsführung soll als Übergangslösung und Vorleistung für den Ausbau zur Autobahn dienen. Mit dem dreistreifigen Ausbau wurde 2009 zwischen der A 24 und Grande (4. Bauabschnitt) begonnen, der anschließende dritte Bauabschnitt von Trittau bis Kuddewörde folgte 2013, der von Lütjensee bis Grönwohld 2020. Der letzte Abschnitt zwischen Kreuz Bargteheide und Sprenge soll im Mai 2025[veraltet] fertiggestellt werden.

### Schwarzenbek bis Handorf
Obwohl die Landesregierungen von Schleswig-Holstein und von Niedersachsen eine Weiterführung der A 21 von Schwarzenbek bis Handorf für den vordringlichen Bedarf angemeldet hatten, stufte das zuständige Bundesministerium diesen Abschnitt sowohl im Bundesverkehrswegeplan 2003 als auch im neuen Bundesverkehrswegeplan 2015 als weiterer Bedarf mit Planungsrecht ein.
Die Planungen sehen einen Neubau der A 21 zwischen dem Autobahnkreuz bei Grande mit der A 24 und Geesthacht vor. Erstmals würde die Autobahn die ursprüngliche Trasse der B 404 verlassen und den Sachsenwald durchqueren, um auf direktem Weg die A 25 bei Geesthacht zu erreichen. Dies würde einen schweren Eingriff für das Naherholungsgebiet Sachsenwald bedeuten.
Zwischen den Anschlussstellen Geesthacht (A 25) und Handorf (A 39) ist ein vierstreifiger Ausbau der bereits bestehenden Trasse der B 404 geplant. Zwischen Geesthacht und Marschacht-Rönne wäre eine Erweiterung der bisherigen Elbquerung nötig. Die Finanzierung von rund 20 Mio. Euro für letztere ist jedoch ungewiss, da die Elbquerung der A 20 bei Glückstadt eine höhere Priorität genießt.
Für das rund 34 Kilometer lange Stück Autobahn werden Kosten von über 264 Mio. Euro veranschlagt.
Nach der Vollendung der Strecke bis zur A 39 bei Handorf und der Fertigstellung der A 39 im Abschnitt Lüneburg bis Wolfsburg soll sich eine durchgängig befahrbare Strecke von Kiel bis zum Dreieck Salzgitter ergeben, die parallel zur A 7 verläuft und diese sowie insbesondere den Großraum Hamburg entlasten wird.

## Verworfene Planungen

### AS Kiel-Edisonstraße
Ursprüngliche Planungen sahen einen Anschluss der Edisonstraße an die A 21 vor. Ziel war, das dortige Gewerbegebiet besser zu erschließen. Diese geplante Anschlussstelle wäre jedoch nur rund 400 m von der bereits errichteten AS Kiel-Wellseedamm entfernt, dementsprechend niedrig war die prognostizierte Verkehrsbelastung der Straßenbauverwaltung. Zwar kamen mehrere Verkehrsgutachten zu dem Ergebnis, dass ein Anschluss der Edisonstraße notwendig sei, jedoch entdeckte der Bundesrechnungshof mehrere Fehler in diesen Gutachten und empfahl dem Bund, keine Gelder für den Bau bereitzustellen. Die Kosten von ca. 3,7 Mio. Euro hätten nun allein von der Stadt Kiel getragen werden müssen, diese verzichtete unter diesen Umständen jedoch ebenfalls auf eine Verwirklichung und setzt sich seitdem für den weiteren Ausbau der AS Kiel-Wellseedamm ein.

### Anschluss an die A 7 bei Egestorf
Eine Weiterführung der A 21 von einem Autobahnkreuz Handorf bis zur A 7 wurde ursprünglich angestrebt, jedoch aufgrund des hohen ökologischen Risikos verworfen. Die geplante Trasse hätte Anschlussstellen bei Mechtersen und Salzhausen sowie ein Autobahndreieck bei Egestorf mit der A 7 beinhaltet, gleichzeitig aber auch den Naturpark Lüneburger Heide gefährdet. Dementsprechend wurde auf eine Anmeldung für den Bundesverkehrswegeplan 2015 seitens der niedersächsischen Landesregierung verzichtet.
Der trotzdem anfallende Verkehr kann alternativ auf die (noch im Planfeststellungsverfahren befindliche) A 39/B 4 in Richtung Wolfsburg auffahren bzw. die A 39 in Richtung Norden an der Anschlussstelle Winsen-Ost verlassen und auf die A 7 bei Thieshope wechseln.

## Trivia
Der Neubau der Grünbrücke bei Negernbötel taucht im Schwarzbuch des Bundes der Steuerzahler aus dem Jahr 2005 auf. Zwar wurde die Notwendigkeit des Überführungsbauwerks nicht bestritten, bemängelt wurden jedoch dessen Ausmaße, insbesondere die Breite von rund 50 Metern. Laut Ansicht der Kritiker hätte diese deutlich geringer ausfallen können, eine sichere Überquerung der Autobahn durch Wildtiere wäre trotzdem gewährleistet. Die Kosten von ca. 2,5 Mio. Euro hätten dadurch deutlich reduziert werden können.
Der Olympiasieger von 1972 im Kanuslalom, Reinhard Eiben, betrieb bis zum Abriss im Zuge des Weiterbaus der A 21 über 20 Jahre lang eine Tankstelle an der B 404 bei Löptin.
Nahezu der gesamte Verlauf der früher geplanten A 263 entspricht den heutigen Planungen des Südteils der A 21.